# Mallajärvi
Mallajärvi eller Goallarvaggebuddejavrre är en sjö i Finland, på gränsen till Norge. Den ligger i kommunen Enontekis i landskapet Lappland, i den norra delen av landet, 1 000 km norr om huvudstaden Helsingfors. Goallarvaggebuddejavrre ligger 776,3 meter över havet. Omgivningarna runt Mallajärvi är i huvudsak ett öppet busklandskap. Arean är 16,6 hektar och strandlinjen är 1,94 kilometer lång. Sjön  ingår i Torne älvs huvudavrinningsområde. 